# Prix Gémeaux de la meilleure série documentaire
 (décembre 2020).
Si vous disposez d'ouvrages ou d'articles de référence ou si vous connaissez des sites web de qualité traitant du thème abordé ici, merci de compléter l'article en donnant les références utiles à sa vérifiabilité et en les liant à la section « Notes et références ».
Le prix Gémeaux de la meilleure série documentaire est une récompense télévisuelle remise par l'Académie canadienne du cinéma et de la télévision entre 1987 et 2009.

## Lauréats
- 1987 - Le Défi mondial
- 1988 - Télé-Dollars
- 1988 - La vie cachée du golf Saint-Laurent
- 1989 - Démocraties
- 1990 - Lac Meech: Le casse-tête
- 1991 - Lalkali, doigts d'acier, pied d'ébène
- 1992 - La bravoure et le mépris
- 1993 - Amériques 500: À la redécouverte du nouveau monde
- 1994 - Pierre Elliott Trudeau – Mémoires
- 1995 - J’aime la télé
- 1996 - M'aimes-tu?
- 1998 - Des crimes et des hommes
- 1999 - Insectia
- 2000 - Découverte Hors Série
- 2001 - Insectia
- 2002 - Maux d’amour
- 2003 - La culture dans tous ses états
- 2004 - Marché Jean-Talon
- 2009 - J'aime la télé